# Cheilosia semenovi
Cheilosia semenovi är en tvåvingeart som beskrevs av Barkalov 2005. Cheilosia semenovi ingår i släktet örtblomflugor, och familjen blomflugor. Inga underarter finns listade i Catalogue of Life.